# Enshakushana

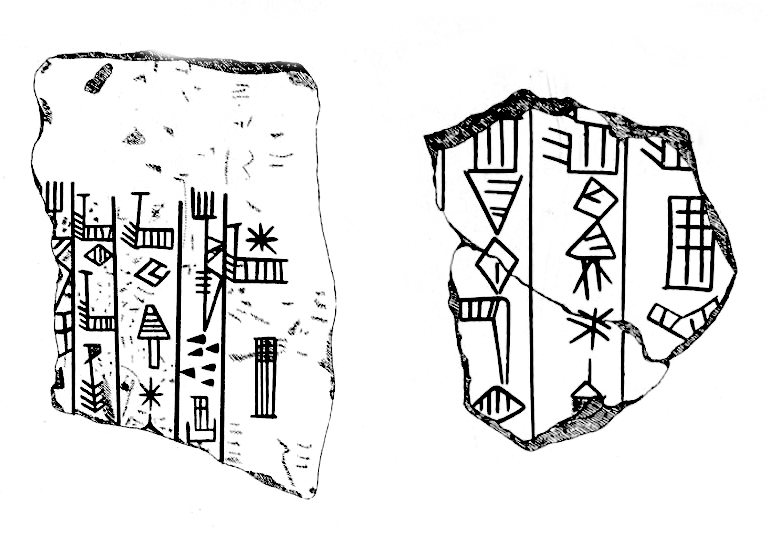
Ftagmentos de Enshakushanna.

Enshakushanna (o En-shag-kush-ana, Enukduanna, En-Shakansha-Ana) fue un rey de Uruk de finales del siglo XXV a. C., nombrado en la Lista Real Sumeria, que establece su reinado durante 60 años. Conquista Hamazi, Acad, Kish, y Nippur, reclamando la hegemonía sobre todo Sumeria. Adopta el título sumerio de en ki-en-gi lugal kalam-ma (en ki, en sumerio significa "rey de Apsû), que puede ser traducido como "señor de Sumer y rey de toda la tierra", o posiblemente como "en de la región de Uruk y lugal de la región de Ur", y puede corresponder son el título posterior de lugal ki-en-gi ki-uri "rey de Sumer y Akkad", que eventualmente vino a significar el reinado sobre toda Babilonia.
Fue sucedido en Uruk por Lugal-kinishe-dudu, pero la hegemonía parece haber pasado a Eannatum de Lagash por cierto tiempo. Lugal-kinishe-dudu se alió, más tarde, con Entemena, un sucesor de Eannatum, contra el principal rival de Lagash, Umma.